# 普鲁斯特问卷
普鲁斯特问卷（Proust Questionnaire）是一种用来调查被提问者个人生活方式、价值观、人生经验等问题的问卷调查。普鲁斯特问卷其名称来自于《追忆似水年华》的作者马塞尔·普鲁斯特（Marcel Proust），但普鲁斯特并不是此问卷的发明者，只是因为他曾对问卷给出过著名的答案，此后人们才把其命名为普鲁斯特问卷。据说普鲁斯特在13岁和20岁时各做过一次普鲁斯特问卷，后来的研究者曾用这两次问卷结果分析普鲁斯特的个人成长经历。
名利场（Vanity Fair）曾在杂志封底开设普鲁斯特问卷专栏，每期刊登对一位名人的问卷调查结果。
普鲁斯特本人在其13岁和20岁的时候分别回答过该问卷。